# Аркофф, Сэмюэл Закари
Сэмюэл Закари Аркофф (англ. Samuel Zachary Arkoff, 12 июня 1918 — 16 сентября 2001) — американский продюсер фильмов категории В.

## Биография
Сэмюэл З. Аркофф родился в Форт-Додже (штат Айова) в семье евреев-выходцев из России. Сначала Аркофф учился на юриста, но потом вместе с партнёром по бизнесу Джеймсом Х. Николсоном и режиссёром Роджером Корманом сделал восемнадцать фильмов. В 1950-х годах Николсон основал «American Releasing Corporation», которая позже стала известна «American International Pictures», и сделал Аркоффа вице-президентом. Фильмы «American International Pictures» в основном были малобюджетные, работа над которыми длилась всего несколько дней, но почти все они становились прибыльными.
Аркофф так же приложил руку к производству фильмов других жанров, таких как Пляжная вечеринка и фильмы о байкерах. Так же его кампания сыграла существенную роль в производстве фильмов ужасов на новый уровень, в результате чего стали успешными такие картины как Блакула, Я был подростком-оборотнем и Нечто с двумя головами. В «American International Pictures» как в главных, так и в эпизодических ролях, снимались многие известные актёры Борис Карлофф, Эльза Ланчестер, Винсент Прайс, а также другие, чьи имена впоследствии стали широко известны Дон Джонсон, Ник Нолти, Дайан Ладд, и особенно Джек Николсон. Актёры Брюс Дерн и Деннис Хоппер, которых в Голливуде в течение 1960-х и 1970-х годов избегали многие продюсеры, так же нашли работу у Аркоффа. Самой успешной, в финансовом плане, работой Аркоффа была экранизация книги Джея Энсона «Ужас Амитивилля».
Вскоре после того как «American International Pictures» прекратило своё существование, Аркофф основал свою компанию «Arkoff International Pictures».
Свою карьеру в Голливуде Аркофф начал в качестве продюсера Шоу Хэнка МакКьюна оригинальной комедии, вышедшей в 1951 г., в которой использовали инновацию закадрового смеха, вместо обычных зрителей в студии.
В 2000 году Аркофф был показан вместе с бывшими коллегами, включая Роджера Кормана, Дика Миллера и Питера Богдановича, в документальном фильме о взлёте и падении американского кинематографа «ХАЛТУРА! Тайные истории американских фильмов».

## Личная жизнь и смерть
Аркофф был женат на Хильде Русофф, в этом браке у него родилось двое детей. Сын Луис Аркофф, который стал его партнёром, и дочь Донна Рот, продюсер фильмов, которая вышла замуж за бывшего председателя Walt Disney Studios Джо Ротом. У Аркоффа родилось пятеро внуков и один правнук.
Сэмюэл З. Аркофф умер 16 сентября 2001 года, спустя несколько недель после смерти его жены Хильды.

## Формула Аркоффа
В одном из ток-шоу 1980-х годов на телевидении Аркофф рассказал о своей «Формуле Аркоффа», для успешного и запоминающегося кино. Он сказал, что в успешный малобюджетный фильм должно входить:
- Действие (захватывающая и интересная драма)
- Революция (новые или спорные темы и идеи)
- Убийство (капелька насилия)
- Ораторское искусство (красноречивый диалог и речь)
- Фантастика (разогрев фантазии у зрителей)
- Блуд (сексуальность, для молодых людей)

Так получалась фамилия продюсера по первым буквам «формулы» успешного кино: Action, Revolution, Killing, Oratory, Fantasy, Fornication (ARKOFF).

## Память
За свой вклад в развитие киноиндустрии Арокофф удостоен Звезды на Голливудской Аллее славы. Она находится на Голливудском бульваре, её номер — 7046.

## Фильмография
| Продюсер | Продюсер                                                                    | Продюсер                                                                             | Продюсер                                      |
| Год      | Русское название                                                            | Оригинальное название                                                                | Примечание                                    |
| -------- | --------------------------------------------------------------------------- | ------------------------------------------------------------------------------------ | --------------------------------------------- |
| 1956     | Женщина-монстр                                                              | The She-Creature                                                                     | Исполнительный продюсер                       |
| 1956     | Оно захватило мир                                                           | It Conquered the World                                                               | Исполнительный продюсер                       |
| 1956     | Девочки в тюрьме                                                            | Girls in Prison                                                                      | Исполнительный продюсер                       |
| 1956     | Дочери в бегах                                                              | Runaway Daughters                                                                    | Исполнительный продюсер                       |
| 1957     | Сага о женщинах-викингах и об их путешествии к водам Великого морского змея | The Saga of the Viking Women and Their Voyage to the Waters of the Great Sea Serpent | Исполнительный продюсер                       |
| 1957     | Женщина вуду                                                                | Voodoo Woman                                                                         | Исполнительный продюсер                       |
| 1957     | Девушка-угонщица                                                            | Dragstrip Girl                                                                       | Исполнительный продюсер                       |
| 1957     | Банда мотоциклистов                                                         | Motorcycle Gang                                                                      | Исполнительный продюсер                       |
| 1957     | Невероятно огромный человек                                                 | The Amazing Colossal Man                                                             | Исполнительный продюсер                       |
| 1957     | Вторжение обитателей летающих тарелок                                       | Invasion of the Saucer Men                                                           | Исполнительный продюсер                       |
| 1957     | Девушка из исправительной колонии                                           | Reform School Girl                                                                   |                                               |
| 1958     | Ужас из 5000 года                                                           | Terror from the Year 5000                                                            | Исполнительный продюсер                       |
| 1958     | Высшая школа Хэллкэтс                                                       | High School Hellcats                                                                 | Исполнительный продюсер                       |
| 1958     | Молодой снежный человек                                                     | Teenage Cave Man                                                                     | Исполнительный продюсер                       |
| 1958     | История Бонни Паркер                                                        | The Bonnie Parker Story                                                              |                                               |
| 1958     | Война великана                                                              | War of the Colossal Beast                                                            |                                               |
| 1958     | Смерть пришла из космоса                                                    | La morte viene dallo spazio                                                          | Исполнительный продюсер                       |
| 1958     | Батальон самоубийц                                                          | Suicide Battalion                                                                    | Исполнительный продюсер                       |
| 1958     | Пулеметчик Келли                                                            | Machine-Gun Kelly                                                                    | Исполнительный продюсер                       |
| 1958     | Подводный «Морской ястреб»                                                  | Submarine Seahawk                                                                    | Исполнительный продюсер                       |
| 1958     | Земля против паука                                                          | Earth vs. the Spider                                                                 | Исполнительный продюсер                       |
| 1959     | Ужасы чёрного музея                                                         | Horrors of the Black Museum                                                          |                                               |
| 1959     | Ведро крови                                                                 | A Bucket of Blood                                                                    | Исполнительный продюсер                       |
| 1959     | Команда воздушного десанта                                                  | Paratroop Command                                                                    |                                               |
| 1960     | Маска Сатаны                                                                | La maschera del demonio                                                              |                                               |
| 1960     | Цирк ужасов                                                                 | Circus of Horrors                                                                    |                                               |
| 1960     | Путешествие на запад                                                        | Saiyûki                                                                              |                                               |
| 1960     | Космические люди                                                            | Space Men                                                                            | Исполнительный продюсер                       |
| 1961     | Рептиликус                                                                  | Reptilicus                                                                           |                                               |
| 1961     | Колодец и маятник                                                           | Pit and the Pendulum                                                                 | Исполнительный продюсер                       |
| 1961     | Властелин мира                                                              | Master of the World                                                                  | Исполнительный продюсер                       |
| 1962     | Преждевременные похороны                                                    | Premature Burial                                                                     |                                               |
| 1962     | Путешествие к седьмой планете                                               | Journey to the Seventh Planet                                                        |                                               |
| 1962     | Ночь орла                                                                   | Night of the Eagle                                                                   |                                               |
| 1962     | Вторжение космических существ                                               | Invasion of the Star Creatures                                                       |                                               |
| 1962     | Истории ужаса                                                               | Tales of Terror                                                                      | Исполнительный продюсер                       |
| 1962     | Паника в нулевом году                                                       | Panic in Year Zero!                                                                  | Исполнительный продюсер                       |
| 1962     | Гнев Ахилла                                                                 | L’ira di Achille                                                                     |                                               |
| 1963     | Летние каникулы                                                             | Summer Holiday                                                                       | Исполнительный продюсер                       |
| 1963     | Ворон                                                                       | The Raven                                                                            | Исполнительный продюсер                       |
| 1963     | Операция «Бикини»                                                           | Operation Bikini                                                                     | Исполнительный продюсер                       |
| 1963     | Пляжная вечеринка                                                           | Beach Party                                                                          | Исполнительный продюсер                       |
| 1963     | Заколдованный замок                                                         | The Haunted Palace                                                                   | Исполнительный продюсер                       |
| 1963     | Человек с рентгеновским зрением                                             | X                                                                                    | Исполнительный продюсер                       |
| 1963     | Пират-самурай                                                               | Dai tozoku                                                                           |                                               |
| 1963     | Комедия ужасов                                                              | The Comedy of Terrors                                                                |                                               |
| 1964     | Война зомби                                                                 | Roma contro Roma                                                                     | Исполнительный продюсер                       |
| 1964     | Последний человек на Земле                                                  | The Last Man on Earth                                                                | Исполнительный продюсер                       |
| 1964     | Мускулы на пляже                                                            | Muscle Beach Party                                                                   | Исполнительный продюсер                       |
| 1964     | Проклятие Карнштейнов                                                       | La cripta e l’incubo                                                                 | Исполнительный продюсер: американская версия  |
| 1964     | Пляж бикини                                                                 | Bikini Beach                                                                         |                                               |
| 1964     | Космический монстр Догора                                                   | Uchû daikaijû Dogora                                                                 | Исполнительный продюсер                       |
| 1964     | Путешественники во времени                                                  | The Time Travelers                                                                   |                                               |
| 1964     | Вечеринка для взрослых                                                      | Pajama Party                                                                         |                                               |
| 1964     | Али-Баба против семи сарацинов                                              | Sindbad contro i sette saraceni                                                      |                                               |
| 1964     | Гробница Лигейи                                                             | The Tomb of Ligeia                                                                   |                                               |
| 1965     | Пляжные игры                                                                | Beach Blanket Bingo                                                                  |                                               |
| 1965     | Город в море                                                                | City Under the Sea                                                                   | Исполнительный продюсер                       |
| 1965     | Лыжная вечеринка                                                            | Ski Party                                                                            | Исполнительный сопродюсер, в титрах не указан |
| 1965     | Как справиться с диким бикини                                               | How to Stuff a Wild Bikini                                                           |                                               |
| 1965     | Франкенштейн против Барагона                                                | Furankenshutain tai chitei kaijû Baragon                                             |                                               |
| 1965     | Сержант Мертвая Голова                                                      | Sergeant Dead Head                                                                   |                                               |
| 1965     | Планета вампиров                                                            | Terrore nello spazio                                                                 | Исполнительный продюсер                       |
| 1965     | Умри, монстр, умри!                                                         | Die, Monster, Die!                                                                   | Исполнительный продюсер                       |
| 1965     | Доктор Голдфут и бикини-машины                                              | Dr. Goldfoot and the Bikini Machine                                                  |                                               |
| 1966     | Призрак в невидимом бикини                                                  | The Ghost in the Invisible Bikini                                                    |                                               |
| 1966     | Поворотный пункт                                                            | Fireball 500                                                                         |                                               |
| 1966     | Дикие ангелы                                                                | The Wild Angels                                                                      | Исполнительный продюсер                       |
| 1966     | Доктор Голдфут и девушки-бомбы                                              | Le spie vengono dal semifreddo                                                       | Исполнительный продюсер                       |
| 1966     |                                                                             | The Big T.N.T. Show                                                                  | Исполнительный продюсер                       |
| 1966     | Кровавая королева                                                           | Queen of Blood                                                                       |                                               |
| 1967     | Грозовая аллея                                                              | Thunder Alley                                                                        | Исполнительный продюсер                       |
| 1967     | Дьявольские ангелы                                                          | Devil’s Angels                                                                       | Исполнительный продюсер                       |
| 1968     | Дикарь на улицах                                                            | Wild in the Streets                                                                  |                                               |
| 1968     | Дикая семёрка                                                               | The Savage Seven                                                                     | Исполнительный продюсер                       |
| 1968     | Трое на чердаке                                                             | Three in the Attic                                                                   |                                               |
| 1969     | Честити                                                                     | Chastity                                                                             | Исполнительный продюсер                       |
| 1969     | Де Сад                                                                      | De Sade                                                                              |                                               |
| 1969     | Данвичский ужас                                                             | The Dunwich Horror                                                                   | Исполнительный продюсер                       |
| 1970     | Вечер Эгара Аллана По                                                       | An Evening of Edgar Allan Poe                                                        | Исполнительный продюсер                       |
| 1970     | Кровавая мама                                                               | Bloody Mama                                                                          |                                               |
| 1970     | Портрет Дориана Грея                                                        | Dorian Gray                                                                          | Исполнительный продюсер                       |
| 1970     | Грозовой перевал                                                            | Wuthering Heights                                                                    |                                               |
| 1970     | Плач баньши                                                                 | Cry of the Banshee                                                                   |                                               |
| 1970     | Йог: Монстр из космоса                                                      | Gezora, Ganime, Kameba: Kessen! Nankai no daikaijû                                   |                                               |
| 1970     | Из подвала                                                                  | Up in the Cellar                                                                     |                                               |
| 1971     | Ужасный доктор Файбс                                                        | The Abominable Dr. Phibes                                                            | Исполнительный продюсер                       |
| 1971     | Годзилла против Хедоры                                                      | Gojira tai Hedorâ                                                                    | Исполнительный продюсер                       |
| 1971     | Убийства на улице Морг                                                      | Murders in the Rue Morgue                                                            |                                               |
| 1971     | Банни О’Хэйр                                                                | Bunny O’Hare                                                                         | Исполнительный продюсер                       |
| 1972     | Камера пыток                                                                | Gli orrori del castello di Norimberga                                                | Исполнительный продюсер                       |
| 1972     | Лягушки                                                                     | Frogs                                                                                |                                               |
| 1972     | Кто прикончил тетушку Ру?                                                   | Whoever Slew Auntie Roo?                                                             |                                               |
| 1972     | Берта по прозвищу «Товарный вагон»                                          | Boxcar Bertha                                                                        |                                               |
| 1972     | Бойня                                                                       | Slaughter                                                                            | Исполнительный продюсер                       |
| 1972     | Блакула                                                                     | Blacula                                                                              |                                               |
| 1972     | Возвращение доктора Файбса                                                  | Dr. Phibes Rises Again                                                               | Исполнительный продюсер                       |
| 1973     | Коффи                                                                       | Coffy                                                                                | Исполнительный продюсер                       |
| 1973     | Кричи, Блакула, кричи                                                       | Scream Blacula Scream                                                                | Исполнительный продюсер                       |
| 1973     | Диллинджер                                                                  | Dillinger                                                                            |                                               |
| 1973     | Трудный путь                                                                | Heavy Traffic                                                                        |                                               |
| 1973     | Большое ограбление Слотера                                                  | Slaughter’s Big Rip-Off                                                              | Исполнительный продюсер                       |
| 1973     | Беспорядки в Гарлеме                                                        | Hell Up in Harlem                                                                    | Исполнительный продюсер                       |
| 1974     | Шугар Хилл                                                                  | Sugar Hill                                                                           | Исполнительный продюсер                       |
| 1974     | Сумасшедший дом                                                             | Madhouse                                                                             | Исполнительный продюсер                       |
| 1974     | Эбби                                                                        | Abby                                                                                 | Исполнительный продюсер                       |
| 1975     | Высокий Кули                                                                | Cooley High                                                                          | Исполнительный продюсер                       |
| 1975     | Хеннесси                                                                    | Hennessy                                                                             | Исполнительный продюсер                       |
| 1975     | Земля, позабытая временем                                                   | The Land That Time Forgot                                                            | В титрах не указан                            |
| 1975     | Возвращение в округ Мэйкон                                                  | Return to Macon County                                                               | Исполнительный продюсер                       |
| 1975     | Дикая вечеринка                                                             | The Wild Party                                                                       | Исполнительный продюсер                       |
| 1976     | Палачи                                                                      | Gli esecutori                                                                        | Исполнительный продюсер                       |
| 1976     | Пища богов                                                                  | The Food of the Gods                                                                 | Исполнительный продюсер                       |
| 1976     | Великий скаут и кошачий дом по четвергам                                    | The Great Scout & Cathouse Thursday                                                  | Исполнительный продюсер                       |
| 1976     | Мир будущего                                                                | Futureworld                                                                          | Исполнительный продюсер                       |
| 1976     | Дело времени                                                                | A Matter of Time                                                                     | Исполнительный продюсер                       |
| 1976     | Город, который боялся заката                                                | The Town That Dreaded Sundown                                                        | Исполнительный продюсер                       |
| 1976     | Стрекоза                                                                    | Dragonfly                                                                            | Исполнительный продюсер                       |
| 1977     | Империя муравьёв                                                            | Empire of the Ant                                                                    | Исполнительный продюсер                       |
| 1977     | Капрона-парк                                                                | The People That Time Forgot                                                          | Исполнительный продюсер                       |
| 1977     | Остров доктора Моро                                                         | The Island of Dr. Moreau                                                             | Исполнительный продюсер                       |
| 1978     | Наш победный сезон                                                          | Our Winning Season                                                                   | Исполнительный продюсер                       |
| 1978     | Посетитель                                                                  | Stridulum                                                                            | Исполнительный продюсер                       |
| 1978     | Ужас Амитивилля                                                             | The Amityville Horro                                                                 | Исполнительный продюсер                       |
| 1978     | Мечты Калифорнии                                                            | California Dreaming                                                                  | Исполнительный продюсер                       |
| 1978     | Собачья охранная система дома                                               | C.H.O.M.P.S                                                                          | Исполнительный продюсер                       |
| 1980     | Как победить дороговизну жизни                                              | How to Beat the High Co$t of Living                                                  | Исполнительный продюсер                       |
| 1980     | Землянин                                                                    | The Earthling                                                                        |                                               |
| 1980     | Бритва                                                                      | Dressed to Kill                                                                      | Исполнительный продюсер                       |
| 1982     | Кью                                                                         | Q                                                                                    | Исполнительный продюсер                       |
| 1983     | Финальный террор                                                            | The Final Terror                                                                     | Исполнительный продюсер                       |
| 1984     | Вверх по течению                                                            | Up the Creek                                                                         | Исполнительный продюсер                       |
| 1985     | Адская дыра                                                                 | Hellhole                                                                             | Исполнительный продюсер                       |
| 1999     | Призрак дома на холме                                                       | The Haunting                                                                         |                                               |
| 2001     | Земля против паука                                                          | Earth vs. the Spider                                                                 | Исполнительный продюсер                       |
| 2001     | Сотворить монстра                                                           | How to Make a Monster                                                                | Исполнительный продюсер                       |
| 2001     | День конца света                                                            | The Day the World Ended                                                              | Исполнительный продюсер                       |
| 2001     | Ужас из бездны                                                              | Mermaid Chronicles Part 1: She Creature                                              | Исполнительный продюсер                       |
| 2002     | Троглодиты                                                                  | Teenage Caveman                                                                      | Исполнительный продюсер                       |

| Актёр | Актёр            | Актёр                 | Актёр             | Актёр                 |
| Год   | Русское название | Оригинальное название | Роль              | Примечание            |
| ----- | ---------------- | --------------------- | ----------------- | --------------------- |
| 1957  | Обнаженный рай   | Naked Paradise        | Sam (Man at Luau) |                       |
| 1994  | Дочери в бегах   | Runaway Daughters     | лавочник          | цикл «Мятежное шоссе» |